# Stefanie Sun

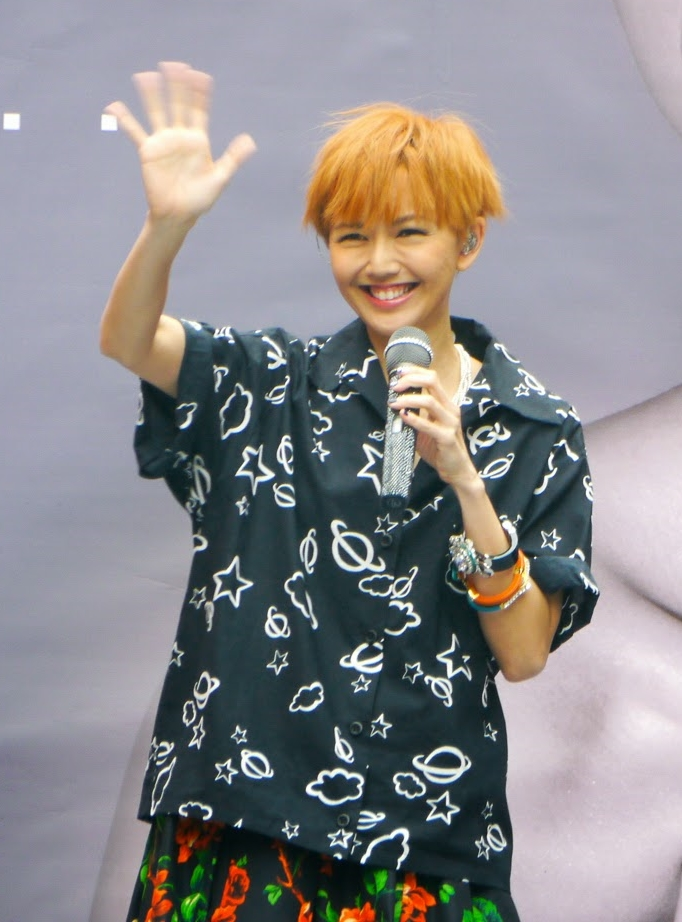
Stefanie Sun (2014)

Stefanie Sun (chinesisch 孫燕姿 / 孙燕姿, Pinyin Sūn Yànzī, Teochew Sng Yì-che oder Sng Ee Tze; * 23. Juli 1978 in Singapur) ist eine chinesische Sängerin aus Singapur. Sie singt auf Englisch, Mandarin und anderen chinesischen Dialekten und ist in Asien sehr populär.

## Leben und Karriere
Sun wurde am 23. Juli 1978 in Singapur geboren. Seit ihrem fünften Lebensjahr nahm sie Klavierstunden und sang. Sie studierte Marketing am Saint Andrew’s Junior College und an der Technischen Universität Nanyang, wo sie im Jahr 2000 ihren Bachelorabschluss in Marketing erhielt.
Während ihrer Zeit am College schrieb sie ihren ersten Song mit dem Titel Someone, den sie später auf ihrem 2002 erschienenen Album Start veröffentlichte. Sie besuchte außerdem die Lee Wei Song School of Music, wo ihr Gesangslehrer und Gründer der Schule, Lee Wei Song, ihr Talent entdeckte und sie später dem damaligen Vorsitzenden von Warner Music Taiwan vorstellte.
Im Mai 2011 heiratete sie Nadim van der Ros, einen Niederländisch-Indonesier. Im Oktober 2012 brachte Sun ihren ersten Sohn zur Welt, im Juli 2018 folgte eine Tochter.
Als eine der bekanntesten singapurischen Sängerinnen wurde sie in zwei aufeinander folgenden Jahren eingeladen, die Titelsongs für die Nationalfeiertagsparade zu singen. Dafür schrieb und sang sie im Jahr 2002 We Will Get There und im Jahr 2003  One United People.
Zusammen mit anderen Künstlern wie Wang Feng, Jane Zhang und Wang Leehom nahm sie den Titelsong für den Fackellauf der Olympischen Spiele 2008 in Peking, Light the Passion, Share the Dream, in Mandarin auf. Die englischsprachige Version des Titels wurde von 106 Teilnehmerinnen des Miss World Wettbewerbs 2007 gesungen. Sie sang außerdem den Titelsong „Mulan Qing“ zum chinesischen Monumentalfilm Mulan – Legende einer Kriegerin, der bei den 29. Hong Kong Film Awards für den besten Originalsong nominiert wurde.
Im Jahre 2006 wurde sie die erste singapurische Künstlerin, nach der eine Orchidee benannt wurde, die Dendrobiem Stefanie Sun. Seit 2014 ist sie als Wachsfigur im Madame Tussauds in Singapur vertreten.

## Diskografie

### Studioalben
- 2000: Yan Zi (Originaltitel: 孙燕姿)
- 2000: My Desired Happiness (Originaltitel: 我要的幸福, Wo Yao De Xin Fu)
- 2001: Kite (Originaltitel: 风筝, Feng Zheng)
- 2002: Start (Originaltitel: 自选集)
- 2002: Leave
- 2003: To Be Continued... (Originaltitel: 未完成)
- 2004: Stefanie
- 2005: A Perfect Day (Originaltitel: 完美的一天, Wan Mei De Yi Tian)
- 2007: Against the Light (Originaltitel: 逆光, Ni Guang)
- 2011: It’s Time (Originaltitel: 是时候, Shi Shi Hou)
- 2014: Kepler (Originaltitel: 克卜勒, Ke Bo Le)
- 2017: No. 13 – A Dancing Van Gogh (Originaltitel: No. 13 作品－跳舞的梵谷)

### Kompilationen
- 2003: The Moment (Originaltitel: 这一刻)
- 2006: My Story, Your Song

### EPs
- 2016: Rainbow Bot

### Live-Alben
- 2001: 2000 Live Concert
- 2002: Start World Tour

## Auszeichnungen
Stefanie Sun gewann zweimal den Golden Melody Award. Das erste Mal 2001 mit ihrem Debütalbum Yan Zi als beste neue Künstlerin, das zweite Mal 2004 mit ihrem achten Studioalbum Stefanie als die beste Sängerin in Mandarin. Sie gewann außerdem mehrfach in verschiedenen Kategorien bei den Global Chinese Music Awards, den MTV Asia Awards und den MTV Video Music Awards Japan. Mit mehr als 30 Millionen verkauften Platten erreichte sie Popularität in China, Hongkong, Taiwan, Singapur und Malaysia. Insgesamt gewann sie seit dem Beginn ihrer Karriere im Jahr 2000 über 200 Preise.

### Preise (Auswahl)
- 2000: Vielversprechendste Künstlerin, Singapore Hit Awards
- 2000: Beste neue Künstlerin, TVB8 Mandarin Music Awards (Hong Kong)
- 2001: Beste neue Künstlerin, Golden Melody Awards (Taiwan)
- 2001: Young Woman Achiever, Her World Magazine (Singapur)
- 2002: Beste lokale Künstlerin; Beliebteste weibliche Sängerin; Bestverkaufte weibliche Künstlerin, Singapore Hit Awards
- 2003: Beste lokale Künstlerin; Bester Auftritt einer weiblichen Künstlerin; Beliebteste weibliche Sängerin, Singapore Hit Awards
- 2004: Beliebteste weibliche Sängerin, Global Chinese Music Awards
- 2005: Top 5 bekannteste weibliche Sänger, Global Chinese Music Awards
- 2005: Beliebteste Künstlerin von Singapur, MTV Asia Awards
- 2006: Beliebteste weibliche Sängerin, Global Chinese Music Awards
- 2006: Merit winner, The Outstanding Young Persons of Singapore Award
- 2007: Beliebteste weibliche Sängerin, Global Chinese Music Awards
- 2008: Beliebteste Künstlerin von Singapur, MTV Asia Awards
- 2011: Beliebteste weibliche Sängerin; Asia Media Award; Beste Albumproduzentin, Singapore Hit Awards
- 2014: Beliebteste weibliche Sängerin; Beste weibliche Sängerin; Bestes Album, Singapore Hit Awards